# Fort Supply
Fort Supply é uma cidade  localizada no estado norte-americano de Oklahoma, no Condado de Woodward.

## Demografia
Segundo o censo norte-americano de 2000, a sua população era de 328 habitantes.
Em 2006, foi estimada uma população de 332, um aumento de 4 (1.2%).

## Geografia
De acordo com o United States Census Bureau tem uma área de
0,6 km², dos quais 0,6 km² cobertos por terra e 0,0 km² cobertos por água. Fort Supply localiza-se a aproximadamente 610 m acima do nível do mar.

## Localidades na vizinhança
O diagrama seguinte representa as localidades num raio de 36 km ao redor de Fort Supply.